# Hanns-Eisler-Gesamtausgabe
Die Hanns Eisler Gesamtausgabe (abgekürzt HEGA) verfolgt das Ziel, sämtliche erhaltenen Kompositionen und Schriften des Komponisten Hanns Eisler unter Berücksichtigung aller überlieferten Quellen  herauszugeben. Dabei werden nicht nur die bereits vorliegenden, oftmals mangelhaften Druckausgaben revidiert, sondern große Teile des Schaffens erstmals ediert und zugänglich gemacht. Die HEGA wird von der Internationalen Hanns Eisler Gesellschaft (im Zusammenwirken mit Stephanie Eisler [†] und dem Archiv der Akademie der Künste, Berlin) herausgegeben und erscheint im Verlag Breitkopf & Härtel.

## Geschichte
Die HEGA knüpft an die in der DDR begonnene, in den 1960er Jahren von Nathan Notowicz, Manfred Grabs und Eberhardt Klemm initiierte und betreute Ausgabe Eisler – Gesammelte Werke (EGW) an, die im Deutschen Verlag für Musik in Leipzig verlegt wurde. Von dieser erschienen vier Noten- und fünf Schriftenbände, der erste 1968. Die HEGA wurde nach der deutschen Vereinigung mit einer neuen Konzeption und erweiterten Editionsrichtlinien (entsprechend den Standards moderner historisch-kritischer Gesamtausgaben) ins Leben gerufen. 2002 konnte als erstes Ergebnis die Bühnenmusik zu Die Rundköpfe und die Spitzköpfe (Bertolt Brecht) vorgelegt werden, seither sind insgesamt 15 Bände erschienen, ein weiterer Band steht unmittelbar vor der Drucklegung. In den Jahren 2003 und 2007 wurde die HEGA mit dem Musikeditionspreis des Deutschen Musikverleger-Verbands ausgezeichnet.
Bis zum Januar 2019 hatte die Arbeitsstelle der HEGA ihren Sitz am Peter Szondi-Institut für Allgemeine und Vergleichende Literaturwissenschaft der Freien Universität Berlin. Seit Februar 2019 ist sie an das Archiv der Akademie der Künste in Berlin angebunden. Die Editionsleitung hat derzeit Hartmut Fladt.

## Seriengliederung
Die Ausgabe erscheint in sieben Notenserien mit insgesamt 66 Bänden, einer Serie Skizzen und Entwürfe sowie einer Schriftenserie mit 13 Bänden.
Serie I:    Chormusik

Serie II:   Musik für Singstimme und Instrumentalensemble oder Orchester

Serie III:  Musik für Singstimme und Klavier

Serie IV:   Instrumentalmusik

Serie V:    Bühnenmusik

Serie VI:   Filmmusik

Serie VII:  Skizzen und Fragmente

Serie VIII: Bearbeitungen fremder Werke

Serie IX:   Schriften

## Finanzierung
Die Editionsarbeiten werden derzeit von der Hamburger Stiftung zur Förderung von Wissenschaft und Kultur sowie durch die Hanns und Steffy Eisler Stiftung gefördert. Bis zum Januar 2019 erfolgte eine Förderung durch die Deutsche Forschungsgemeinschaft als Langzeitprojekt; einzelne Bände wurden außerdem von der Peter-Klöckner-Stiftung und der Stiftung Deutsche Klassenlotterie Berlin unterstützt.